# سيلنيارفي
سيلنيارفي هي بلدية في فنلندا ، التي تقع في شمال وسط جزءا من سافو الشمالية، تبعد عن كووبيو، 23 كلم إلى الشمال. يقطنها 21.321 ساكن، ومساحتها 507,81 كم²، منها 106,85 كم² ماء. وتبلغ الكثافة السكانية 53,17 نسمة \ كم². البلديات المجاورة في سيلنيارفي، كووبيو مآنينكايوكي، لابينلهتي وكوسامو.

## توأمة
لسيلنيارفي اتفاقيات توأمة مع كل من:
- آمبرغ
- Sunne Municipality [الإنجليزية]‏

## أعلام
- جان بيرغ
- يوركي كتاينن